# 화학 평형

화학 평형(化學 平衡, 영어: chemical equilibrium)은 화학 반응에 있어서 정반응 속도와 역반응 속도가 같아져 겉보기에 화학 반응이 일어나지 않는 것처럼 보이는 상태이다. 상당수의 화학 반응에서 반응물이 생성물로 완전히 변하지 않고, 결과적으로 화학 평형 상태를 유지한다. 화학 평형에 도달하게 되면 온도, 압력 등의 실험 환경이 변하지 않는 이상, 반응물과 생성물의 양이 변하지 않는다. 화학 평형 상태는 동적 평형 상태로, 거시적으로는 반응물과 생성물의 양이 변화하지 않으나 실제로 반응은 계속 일어나고 있는 상태이다. 따라서 화학 평형은 반응이 전혀 이루어지지 않는 정적 평형 상태와는 구분된다.
다시 말해, 정반응과 역반응의 속도가 같고, 반응물과 생성물의 농도가 일정하게 유지될 때, 화학 평형이 이루어진다. 화학 평형에서 평형상수를 생략할 수 없다. 평형상수를 나타내는 식을 예로 다음과 같은 가역 반응식으로 일반화시킬 수 있다. aA +bB ⇄ cC+dD (여기서 a,b,c,d는 반응종 A,B,C,D의 화학량론적 계수이다.) 따라서 특정 온도에서 반응의 평형 상수는 이렇게 표현 가능하다.
{\displaystyle \alpha A+\beta B\cdots \rightleftharpoons \sigma S+\tau T\cdots }
{\displaystyle K=[A]^{\alpha }[B]^{\beta }\cdots \div [S]^{\sigma }[T]^{\tau }\cdots }
[K=평형상수(equilibrium constant)]: 질량 작용의 법칙의 수학적인 표기로, 이 법칙은 일정 온도에서 평형을 이루는 가역 반응에 적용될 수 있으며, 반응물과 생성물의 농도의 비는 일정한 값, K(평형상수)를 가짐을 뜻한다.

## 역사
화학 평형의 개념은 Berthollet(베르톨트)가 1803년에 일부 화학 반응이 가역적이라는 것을 발견한 후 발전하게 되었다. 어떤 반응물과 생성물이 평형 상태에서 존재하기 위해, 정반응, 역반응의 비율은 동일하다. 평형을 나타내는 두 화살표가 있는 다음 화학 방정식에서 A와 B는 반응물이며, C와 D는 생성물이며, a와 b, c, d는 각각 반응물 및 생성물의 기압계수다.
{\displaystyle {\ce {aA + bB <=> cC + dD}}}
Berthollet의 생각에 기반을 둔 Guldberg and Waage(굴베르그와 보게)가 1865년에 정반응과 역반응이 동시에 일어날 수 있는 반응에서 생성물질과 반응물질은 일정한 온도에서 항상 일정한 농도비를 이루어 존재한다는 법칙인 질량작용의 법칙을 다음과 같이 제안했다. 화학반응이 평형에 이르렀을 때, 각 성분의 활성질량(현재의 농도와 분압에 상당하는)간에 성립된다고 하였던 관계식이다.

{\displaystyle {\ce {aA + bB <=> cC + dD}}}

의 반응이 일정 온도 하에서 평형하다고 가정하면(A, B, C, D는 몰농도), 아래의 식이 농도와 상관없이 성립한다.

{\displaystyle K={\frac {[C]^{c}[D]^{d}}{[A]^{a}[B]^{b}}}}

온도가 일정하면 K는 성분의 농도와는 상관없이 일정한 값이며, 평형상수라고 한다. 이 법칙은 반응속도의 연구에서 발견되었는데, 이상용액, 이상기체에 대해 열역학, 통계역학에서 이론적으로 증명된다.

## 특징
화학 평형 상태는 거시적으로는 변화가 없다. 즉, 겉보기에는 반응물과 생성물의 변화가 발생하지 않는다. 그러나 실제로 화학 평형 상태는 정반응과 역반응이 균형을 이루고 있는 상태로, 반응이 완전히 정지된 상태는 아니다. 또한 화학 평형 상태는 자발적 반응을 통해서 도달된다. 화학 평형 상태에 접근할 때 반응의 방향은 중요하지 않다. 즉, 정반응을 통해서 화학 평형 상태에 접근하나 역반응을 통해서 화학 평형 상태에 접근하나 결과적으로는 같다. 화학식을 통해서 화학 평형을 나타낼 때는 서로 반대 방향을 향하는 두개의 화살표(⇄)를 사용하여 나타낸다. 예를 들어, 물의 증발 반응을 나타낼 때는 다음과 같이 나타낸다.
{\displaystyle {\ce {H2O(l) <=> H2O(g)}}}

## 평형 상태
동적 평형 상태는 정반응 속도(V1)와 역반응 속도(V2)가 같아지는 상태로 겉보기에는 정반응과 역반응이 둘 다 일어나지 않는 것처럼 보인다.

## 균일평형
균일 평형은 반응 물질과 생성 물질이 모두 같은 상으로 되어 평형에 참여하고 있는 경우, 즉 모든 반응종이 같은 상으로 되어 있는 반응에 적용된다. 기체 혼합물 또는 액체 용액에서 용질 사이의 반응이 평형이 이루어질 경우는 균일 평형의 한 유형에 속한다.
이러한 균일 평형의 예시로는, 기체 균일 평형의 중 이산화황이 산소와 결합하여 삼산화황으로 전환되는 반응과 액체 균일 평형 중 아세트산과 에탄올이 만나 에스터가 생성되는 에스터화 반응이 있다.
- {\displaystyle {\ce {2SO2(g) + O2(g) <=> 2SO3(g)}}}
- {\displaystyle {\ce {CH3COOH(l) + CH3CH2OH(l) <=> CH3COOCH2CH3(l) + H2O(l)}}}

위 반응들이 평형일 때, 평형 상수는 다음과 같이 쓸 수 있다.
- {\displaystyle K_{c}=\;{\frac {[SO_{3}]^{2}}{[O_{2}][SO_{2}]^{2}}}}
- {\displaystyle K_{c}=\;{\frac {[CH_{3}COOCH_{2}CH_{3}][H_{2}O]}{[CH_{3}COOH][CH_{3}CH_{2}OH]}}}

여기서, Kc의 아래첨자는 반응물과 생성물의 농도들을 몰농도(mol/L)로 나타냄을 뜻한다.

### 압력 평형 상수
기체 반응에서 반응물과 생성물의 농도는 부분 압력으로도 나타낼 수도 있다. 일정한 온도에서 기체의 압력 P는
{\displaystyle P=\left({\frac {n}{V}}\right)RT}
식을 보면, mol/L로 나타낸 기체의 농도와 직접적인 관계가 있음을 알 수 있다. 따라서, 다음과 같은 평형 과정에서
{\displaystyle {\ce {aA(g) <=> bB(g)}}}
의 Kc와 KP를 다음과 같이 쓸 수 있다.
{\displaystyle K_{c}={\frac {[B]^{b}}{[A]^{a}}}},{\displaystyle \;} {\displaystyle K_{P}={\frac {P_{B}^{b}}{P_{A}^{a}}}}
여기서 PA와 PB는 A와 B의 부분 압력이다. 이상 기체의 거동을 가정하면
{\displaystyle P_{A}V=n_{A}RT},{\displaystyle \;} {\displaystyle P_{B}V=n_{B}RT}
{\displaystyle P_{A}={\frac {n_{A}RT}{V}}},{\displaystyle \;} {\displaystyle P_{B}={\frac {n_{B}RT}{V}}}
이며, 여기서 V는 L로 나타낸 용기의 부피이다. 이들의 관계식을 {\displaystyle K_{P}}식에 대입하면 다음과 같은 식을 얻게 된다.
{\displaystyle K_{P}={\frac {\left({\frac {n_{B}RT}{V}}\right)^{b}}{\left({\frac {n_{A}RT}{V}}\right)^{a}}}={\frac {\left({\frac {n_{B}}{V}}\right)^{b}}{\left({\frac {n_{A}}{V}}\right)^{a}}}\left(RT\right)^{b-a}}
이제 {\displaystyle {\frac {n_{A}}{V}}}와 {\displaystyle {\frac {n_{B}}{V}}}는 모두 mol/L의 단위를 가지며 [A], [B]로 치환할 수 있어 다음과 같이 간단하게 쓸 수 있다.
{\displaystyle K_{P}={\frac {[B]^{b}}{[A]^{a}}}(RT)^{\Delta n}=K_{c}(RT)^{\Delta n}}
여기서
Δn = b - a = 기체 생성물의 몰수 - 기체 반응물의 몰수
이다. 압력을 보통 atm으로 나타내므로, 기체 상수 R은 0.0821L·atm/K·mol로 주어지며, {\displaystyle K_{P}}와 {\displaystyle K_{c}} 사이의 관계는 다음 식으로 나타낼 수 있다.
{\displaystyle K_{P}=K_{c}(0.0821T)^{\Delta n}}
일반적으로, n = 0일 때의 특별한 경우를 제외하고는 {\displaystyle K_{P}\neq K_{c}}이다.

## 불균일평형
불균일 평형이란 둘 이상의 상에 있는 반응물들과 생성물들이 관련된 가역 반응의 결과이다. 상은 고체, 액체 또는 기체상 그리고 용액의 임의의 조합일 수 있다. 이러한 불균일 평형을 다룰 때, 고체와 순수한 액체는 평형 상수 표현으로 나타내지 않는다.
이러한 불균일 평형의 예시로는, 고체인 탄산칼슘을 가열할 때 고체인 산화칼슘과 기체인 이산화탄소가 생성되는 반응이 있다.
{\displaystyle {\ce {CaCO3(s) <=> CaO(s) + CO2(g)}}}
이렇게 반응물과 생성물이 두개의 상으로 분리되므로 이러한 평형을 불균일 평형으로 볼 수 있고, 평형 상수는 다음과 같이 쓸 수 있다.
{\displaystyle K'_{c}\;=\;{\frac {[CaO][CO_{2}]}{[CaCO_{3}]}}}
그러나 밀도와 마찬가지로 고체의 농도는 세기 성질이므로 물질의 양에 좌우되지 않는다. 따라서 [CaCO3]와 [CaO]는 상수이므로, 평형 상수와 함께 곱할 수 있다.
∴ {\displaystyle {\frac {[CaCO_{3}]}{[CaO]}}K'_{c}\;=\;K_{c}\;=\;[CO_{2}]}
그러므로 최종 평형 상수를 위와 같이 간단하게 나타낼 수 있다. 이렇게 불균일 평형에서 고체의 농도는 평형 상수에 포함되지 않는다. 여기서 농도를 활동도로 바꾸면 더 간단하게 평형 상수를 구할 수 있다. 열역학에서 순수한 고체와 순수한 액체의 활동도는 1이므로 반응물이나 생성물이 고체, 액체라면 평형 상수 식에서 이들을 빼고
{\displaystyle K_{c}\;=\;[CO_{2}]}
와 같이 간단하게 쓸 수 있다.

## 다중 평형
두 개 이상의 단일단계반응으로 이루어진  복잡한 화학 반응, 즉 다중단계반응의 평형상태를 다중평형이라 한다. 단일단계반응이란 한 개 이상의 화학종이 하나의 전이 상태를 가진 단일 단계만으로 직접 생성물을 형성하는 반응이다. 하나의 단일단계반응의 평형상태는 단일평형이라 한다.
복잡한 화학 반응의  전체 반응식은 각 단일단계반응의  합으로 나타낼 수 있다. 따라서, 전체 반응의 평형 상수식은  각 단계반응의 평형 상수의 곱으로 얻을 수 있다.
{\displaystyle {\ce {A + B <=> C + D}}}  ,                {\displaystyle K_{1}={\frac {[C][D]}{[A][B]}}}
{\displaystyle {\ce {C + D<=>E + F}}}  ,                 {\displaystyle K_{2}={\frac {[E][F]}{[C][D]}}}
전체 반응:      {\displaystyle {\ce {A + B <=> E + F}}}  ,                  {\displaystyle K={\frac {[E][F]}{[A][B]}}={K_{1}}\times {K_{2}}}

°다중 평형의 예시
대기 중 이산화질소의 생성과정은 다음과 같다.
단계1 :         {\displaystyle {\ce {N_2(g) + O_2(g) <=> 2NO(g)}}}  ,              {\displaystyle K_{c1}={\frac {[NO]^{2}}{[N_{2}][O_{2}]}}}
단계2 :         {\displaystyle {\ce {2NO(g) + O_2(g) <=> 2NO_2(g)}}}  ,         {\displaystyle K_{c2}={\frac {[NO_{2}]^{2}}{[NO]^{2}[O_{2}]}}}
전체 반응:       {\displaystyle {\ce {N_2(g) + 2O_2(g) <=> 2NO_2(g)}}}  ,          {\displaystyle K_{c}={\frac {[NO_{2}]^{2}}{[N_{2}][O_{2}]^{2}}}={K_{c1}}\times {K_{c2}}}

이양성자산 H2A가 물에 용해되는 과정을 살펴보자.
단계1 :         {\displaystyle {\ce {H_2A <=> HA- + H+}}}  ,        {\displaystyle K_{1}={\frac {[HA^{-}][H^{+}]}{[H_{2}A]}}}
단계2 :         {\displaystyle {\ce {HA- <=> A^2- + H+}}}  ,         {\displaystyle K_{2}={\frac {[A^{2-}][H^{+}]}{[HA^{-}]}}}
전체 반응:      {\displaystyle {\ce {H_2A <=> A^2- + 2H+}}}  ,        {\displaystyle K={\frac {[A^{2-}][H^{+}]^{2}}{[H_{2}A]}}={K_{1}}\times {K_{2}}}

## 화학 평형과 화학 반응 속도의 관계
평형 상수는 반응물과 생성물의 평형 농도의 변화와는 관계 없이 주어진 온도에서 항상 일정한 값을 갖는데 그 이유를 화학 반응 속도로부터 알 수 있다.

{\displaystyle {\ce {aA + bB <=> cC + dD}}}

위와 같은 반응식이 있을 때, 정반응 속도 상수를 {\displaystyle k_{1}}, 역반응 속도 상수를 {\displaystyle k_{2}}, 정반응 속도를 {\displaystyle R_{1}}, 역반응 속도는 {\displaystyle R_{2}}이라고 하면 정반응 속도와 역반응 속도는 다음과 같다.

{\displaystyle R_{1}=k_{1}[A]^{a}[B]^{b}}

{\displaystyle R_{2}=k_{2}[C]^{c}[D]^{d}}

화학 평형은 정반응 속도와 역반응 속도가 같은 상태이므로 {\displaystyle R_{1}=R_{2}}이다. 즉,

{\displaystyle k_{1}[A]^{a}[B]^{b}=k_{2}[C]^{c}[D]^{d}}

위의 식이 성립하므로 평형 상수{\displaystyle K}는 정의에 의해 {\displaystyle K={\frac {[C]^{c}[D]^{d}}{[A]^{a}[B]^{b}}}}이므로, 위의 관계식을 이용하면 {\displaystyle K={\frac {k_{1}}{k_{2}}}}이다. 즉, 평형 상수는 정반응 속도 상수와 역반응 상수의 비와 같다.

또한, 촉매를 통해 정반응 혹은 역반응의 속도에 영향을 주었을 때, 평형 농도 자체에는 영향을 미치지 않지만 평형에 도달하는 시간을 줄여준다.

## 반응 방향의 예측
반응 방향의 예측은 반응지수(reaction quotient, Q)를 이용하여 반응의 방향을 예측할 수 있다.

반응물과 생성물의 농도 또는 부분 압력을 평형상수식에 대입하여 얻은 수
{\displaystyle {\ce {aA + bB <=> dD + eE}}},        {\displaystyle Q_{c}={\frac {[D]^{d}[E]^{e}}{[A]^{a}[B]^{b}}}}
{\displaystyle K_{c}}에서와 마찬가지로 몰농도를 사용했기 때문에 아래 첨자 c가 붙으며 부분압력을 사용할 경우 {\displaystyle Q_{p}}로 나타낸다.

평형상수 {\displaystyle K_{c}}는 평형상수식에 평형 농도만을 대입하여 각 온도당 하나의 값을 갖지만, 반응지수 {\displaystyle Q_{c}}는 반응의 현재 시점에서 물질들의 농도를 평형상수식에 대입하여 구하므로 반응이 진행됨에 따라 여러 답을 가진다.
{\displaystyle Q_{c}}와 {\displaystyle K_{c}} 값을 비교하여 반응이 평형에 이르도록 진행할 방향을 결정한다.

- {\displaystyle Q_{c}<K_{c}} - 반응물에 대한 생성물의 초기 농도의 비가 너무 작다. 평형에 도달하기 위해 반응물이 생성물로 전환되어야 한다. 계는 평형에 이르도록 왼쪽으로 오른쪽으로(정방향) 진행한다. {\displaystyle Q_{c}}는 증가

- {\displaystyle Q_{c}=K_{c}} - 초기 농도가 평형 농도이다. 계는 평형 상태이다.

- {\displaystyle Q_{c}>K_{c}} - 반응물에 대한 생성물의 초기 농도의 비가 너무 크다. 평형에 도달하기 위해 생성물이 반응물로 전환되어야 한다. 계는 평형에 이르도록 오른쪽에서 왼쪽으로(역방향) 진행한다. {\displaystyle Q_{c}}는 감소

예시로 반응 방향을 예측해보자.
1000K에서 {\displaystyle {\ce {SO2}}}(0.085M), {\displaystyle {\ce {O2}}}(0.100M), {\displaystyle {\ce {SO3}}}(0.250M)를 반응용기에서 혼합하였을 때 반응의 방향을 예측하시오.
{\displaystyle {\ce {2SO2(g) + O2(g) <=> 2SO3(g)}}},   {\displaystyle K_{c}}=245 at 1000K
{\displaystyle Q_{c}={\frac {[SO_{3}]^{2}}{[SO_{2}]^{2}[O_{2}]}}={\frac {(0.250)^{2}}{(0.085)^{2}(0.100)}}=86.5}
{\displaystyle Q_{c}<K_{c}}이다. 평형에 도달하기 위해서는 {\displaystyle Q_{c}}가 증가해야만 한다.
반응물은 감소하고 생성물이 더 만들어지는 정방향으로 반응 방향을 예측할 수 있다.

### 농도변화

#### * 농도 변화에 따른 평형 이동
화학 반응이 평형 상태에 있을 때 물질의 농도를 변화시키면 그 물질의 농도 변화를 줄이는 쪽으로 평형이 이동한다.

① 반응물이나 생성물의 농도 증가 : 그 물질의 농도가 감소하는 쪽으로 평행 이동
- 반응물 첨가 → 정반응 쪽으로 평형 이동

- 생성물 첨가 → 역반응 쪽으로 평형 이동

② 반응물이나 생성물의 농도 감소 : 그 물질의 농도가 증가하는 쪽으로 평행 이동
- 반응물 제거 : 역반응 쪽으로 평형 이동

- 생성물 제거 : 정반응 쪽으로 평형 이동

#### * 농도 변화와 평형 이동의 변화
- 평형 상태에서 반응물이나 생성물의 농도를 변화시키면 그 시점에서 농도가 급변한다.

- 시간이 지남에 따라 물질의 농도가 변한다.

- 새로운 평형 상태에 도달한다. 이때 평형 농도는 처음 평형과 다르지만, 온도가 일정하면 평형 상수는 변하지 않는다.

### 부피와 압력의 변화
액체와 고체는 사실상 압축되지 않으므로 응축상에서 압력의 변화는 보통 반응종의 농도에 영향을 주지 않는다. 반면 기체의 농도는 압력의 변화에 의하여 크게 영향을 받는다.
{\displaystyle {\ce {PV=nRT}}}
{\displaystyle P=\left({\frac {n}{V}}\right)RT}
P와 V가 서로 반비례의 관계에 있기 때문에 압력이 커질수록 부피는 더 작아지고, 그 역도 성립한다. 또한 (n/V)항은 mol/L로 나타낸 기체의 농도이며, 압력에 따라 즉시 변한다.
일반적으로 압력 증가 (부피 감소)는 기체의 전체 몰수를 감소시키는 알짜 반응을 일으키고, 압력 감소 (부피 감소)는 기체 전체의 몰수를 증가시키는 알짜 반응을 일으킨다. 기체 몰수의 변화가 없는 반응에서는 압력 (또는 부피)의 변화가 평형의 위치에 영향을 주지 않는다.

### 온도의 변화
- 화학 평형에 영향을 온도의 변화만이 평형 상수를 바꿀 수 있다.
- 평형계의 온도를 높이면, 온도가 낮아지는 방향 (흡열 반응) 쪽으로 평형이 이동된다.

평형계의 온도를 낮추면, 온도가 높아지는 방향 (발열 반응) 쪽으로 평형이 이동된다.
- 온도를 높이면 온도가 낮아지는 흡열 반응 쪽인 역반응이 진행된다.

온도를 낮추면 온도가 높아지는 발열 반응 쪽인 정반응이 진행된다.
→ 정반응은 열을 흡수하는 흡열 반응이고, 역반응은 열을 방출하는 발열 반응이다. 어떤 온도에서 평형일 때 알짜 반응은 일어나지 않으므로 열의 효과는 0이다. 만일 열을 화학 반응물로 간주하면, 계에 열을 “첨가”하면 온도가 올라가고, 열을 “제거”하면 온도는 떨어진다. 농도, 압력, 부피의 변화에서와 같이 계는 변화의 영향을 줄이기 위해 이동한다.
그 예시로,
{\displaystyle {\ce {N2O4(g) <=> 2NO2(g)}}}
- 정반응 (흡열 반응, ∆H° > 0) :  열 + {\displaystyle {\ce {N2O4(g)-> 2NO2(g)}}}           ∆H° = 58.0kJ/mol
- 역반응 (발열 반응, ∆H° < 0) :   {\displaystyle {\ce {2NO2(g)-> N2O4(g)}}} + 열          ∆H° = -58.0kJ/mol
이 반응의 경우 온도의 증가는 흡열 반응으로 진행하게 하여 [{\textstyle {\ce {N2O4}}}]를 감소시키고, [{\displaystyle {\ce {NO2}}}]를 증가시킨다. 온도의 감소는 발열 방향으로 진행하게 하여 [{\displaystyle {\ce {NO2}}}]를 감소시키고, [{\textstyle {\ce {N2O4}}}]를 증가시킨다. 따라서 평형 상수는 계가 가열되면 증가하고, 계가 냉각되면 감소한다.
{\displaystyle K_{c}={\frac {[NO_{2}]^{2}}{[N_{2}O_{4}]}}}
즉, 온도를 증가시키면 흡열 반응이 일어나기 쉽고, 온도를 감소시키면 발열 반응이 일어나기 쉽다.

### 촉매의 영향
촉매를 사용하면 느리게 일어나는 화학 반응을 빨리 일어나도록 유도할 수 있다. 촉매는 정반응의 활성화 에너지를 낮추며, 역반응의 활성화 에너지 또한 낮춘다. 따라서 촉매는 평형 상수를 변화하게 하지 않으며, 평형계의 위치 또한 이동시키지 않는다는 것을 알 수 있다. 평형에 있지 않은 반응 혼합물에 촉매를 첨가하면 반응 혼합물을 평형에 더욱 빨리 도달하게 한다. 일반적으로 촉매는 반응 속도만 변화시켰기 때문에 화학 평형 자체에는 영향을 주지 않는다.

### 평형 위치에 영향을 미치는 인자 요약
- 농도, 부피, 압력, 온도 네 가지 중 온도의 변화만이 평형 상수의 값을 변화시킨다.

- 농도, 압력, 부피를 변화시켜주면 반응 혼합물의 평형 농도를 바꿀 수 있으나 온도가 변하지 않는 한 평형 상수를 변하게 할 수는 없다.

- 촉매 : 평형 과정을 더욱 빠르게 할 수는 있으나 평형 상수와 반응종의 평형 농도에는 영향을 주지 않는다.

## 같이 보기
- 동적 평형 상태

## 참고 문헌
- Oxtoby, D. W. et al., Principles of Modern Chemisty, 6th edition, Belmont: Thomson Brooks/Cole, 2008.